# Braunarlspitze
Braunarlspitze – szczyt w paśmie Lechquellengebirge, części Północnych Alp Wapiennych. Leży w Austrii, w kraju związkowym Vorarlberg. Szczyt można zdobyć ze schroniska Biberacher Hütte lub Göppinger Hütte.